# Cyrhla (Hurchoci Wierch)
Cyrhla – niewielka pasterska polana reglowa na zboczach Hurchociego Wierchu w masywie Orawicko-Witowskich Wierchów. Znajduje się ona w górnej części doliny Czarnego Dunajca, na wysokości ok. 960–1010 m n.p.m..
Nazwa polany pochodzi od cyrhlenia, czyli wypalania fragmentów lasu pod wypas owiec. Dawniej stały na niej szałasy należące do górali z Witowa. Po zaprzestaniu wypasu zostały one rozebrane.
Administracyjnie polana leży na terenie wsi Witów i znajduje się pod zarządem Wspólnoty Leśnej Uprawnionych Ośmiu Wsi. Nie przebiegają przez nią żadne znakowane szlaki turystyczne, choć można się na nią dostać drogą leśną z Długoszówki lub ścieżkami z sąsiednich polan: Koszarzyska i Morgasówka.